# Joseph Tirou
Joseph Tirou est un homme politique, administrateur de société belge et militant wallon, membre du Parti libéral, né à Jumet le 5 avril 1876 et mort à Charleroi le 18 juin 1952.

## Biographie
Joseph-Léopold-Ghislain Tirou est issu d'une famille de commerçants originaires de Mons venue s'installer au début du XIXe siècle dans la région de Charleroi. Franc-maçon, il appartenait à la loge maçonnique « La charité » de Charleroi[réf. à confirmer].

### Vie professionnelle

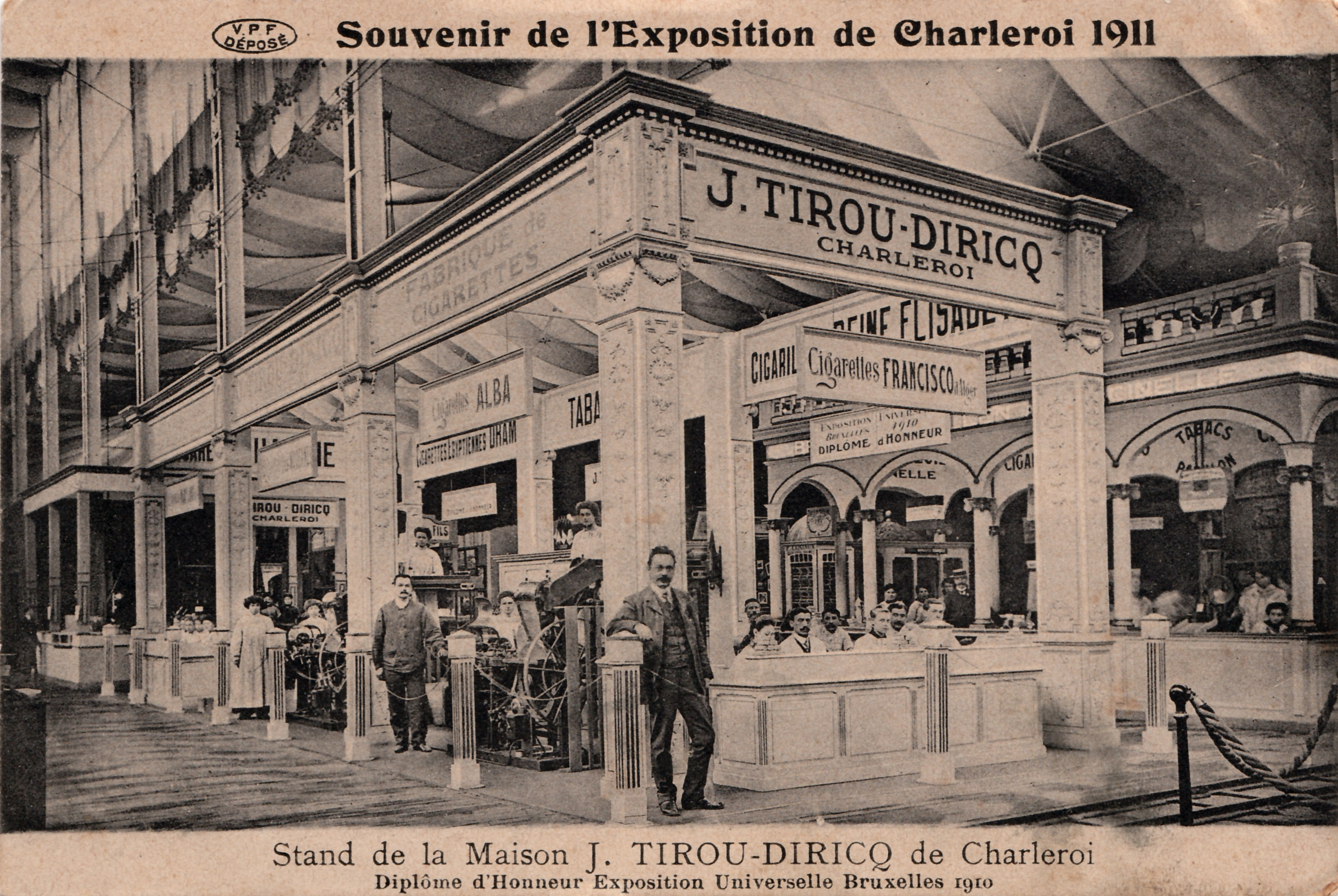
Joseph Tirou devant le stand de sa société lors de l'exposition de Charleroi de 1911 (carte postale publicitaire).

À 22 ans, Joseph Tirou reprend le commerce (un magasin de tabac) de son père décédé et crée ensuite avec sa femme, Marie Diricq, la Manufacture Générale de Tabacs Tirou-Diricq à Charleroi-nord. Plus tard, il devient président de plusieurs conseils d'administration de société (banque, brasserie et aéronautique).

### Homme politique
Il est élu conseiller communal en 1911. Pendant la Première Guerre mondiale, il occupe le rôle de directeur général du ravitaillement et du secours de la ville de Charleroi. Le 11 juin 1921, il est nommé échevin des finances à la ville de Charleroi et, le 13 mars 1925, bourgmestre de Charleroi. Il exerce cette fonction jusqu'au 17 mai 1940 (remplacé par Adolphe Boland à cette date) étant donné l'occupation allemande de Charleroi. Il n'exerce plus aucune fonction publique de mai 1940 à septembre 1944 et il est même menacé de poursuites judiciaires[réf. nécessaire].
Après la libération de Charleroi par les américains le 4 septembre 1944, il retrouve son poste de bourgmestre le 6 septembre 1944 qu'il occupe jusqu'à son décès le 18 juin 1952.
De concert avec Octave Pinkers, échevin aux Travaux, il initie ou dote Charleroi d'infrastructures modernes en vue d'améliorer la qualité de vie de ses habitants telles que le bassin de natation à la Broucheterre, le Conservatoire de musique, l'hôtel de Ville, le Palais des expositions, le Palais des Beaux-Arts, le remblaiement de l'ancienne Sambre.
Il siège à l'Assemblée wallonne de 1927 à 1940, est membre du comité du Congrès national wallon et accueille la seconde session de celui-ci dans la ville qu'il dirigeait en la faisant pavoiser aux couleurs de la Wallonie en 1946.
Joseph Tirou siège également comme sénateur, de 1938 à 1946, mais il préférait gérer les affaires de sa ville, en améliorant sans cesse la qualité de vie de ses habitants, en modifiant le paysage, en bâtissant de nouveaux bâtiments, en supprimant d'anciens chancres hérités du passé.
Jusqu'à sa mort, Joseph Tirou s'est consacré à sa ville, et lorsqu'il décède le 18 juin 1952, Charleroi perd l'un de ses plus grands bourgmestres.

## Distinctions
- Commandeur de l'ordre de la Couronne[6] ;
- Commandeur de la Légion d'honneur[6] (en 1947) ;
- Commandeur de l'ordre d'Orange-Nassau[6] .

## Hommages
Le nom de Joseph Tirou a été attribué à un boulevard tracé sur le lit remblayé de la Sambre, inauguré le 11 octobre 1948.